# Vriesea ampla
Vriesea ampla är en gräsväxtart som beskrevs av Lyman Bradford Smith. Vriesea ampla ingår i släktet Vriesea och familjen Bromeliaceae. Inga underarter finns listade i Catalogue of Life.